# Larvik Turn
Larvik Turn og Idrettsforening (oder Larvik Turn & I.F.) ist ein norwegischer Sportverein aus der Stadt Larvik in Vestfold. Heute hat er Abteilungen für Fußball, Handball, Leichtathletik, Ringen und Turnen. Der Verein wird in den Medien und umgangssprachlich meistens Larvik Turn  genannt, aber manchmal, besonders im lokalen Umfeld, nur Turn.
Gegründet am 12. Oktober 1865 unter dem Namen Larvik Turnforening ist er einer der ältesten Sportvereine Norwegens. Nach Zusammenschluss mit der Fußballmannschaft Idun in 1904 wurde der Name in Larvik Turn & Idrætsforening geändert. In den 1920er Jahren beugte man sich der norwegischen Rechtschreibreform von 1917 und änderte die Schreibweise zur heutigen Fassung.
Besondere Bekanntheit erlangte die 1906 gegründete Fußballmannschaft in den 1950er Jahren. 1953, 1955 und 1956 konnte in der Hovedserien jeweils der Meistertitel errungen werden. 1956 stand man zusätzlich im Pokalfinale, verlor allerdings gegen Skeid Fotball.

## Die Anfänge des Vereins
Ins Deutsche übersetzt, heißt der Verein Larvik Turn und Sportverein. Die Anfänge und die erste Entwicklung des Vereins sind auch durchaus mit denen eines deutschen TSVs vergleichbar. Wie Turnvater Jahn, verstand man unter dem Begriff Turnen, auch in Larvik die Gesamtheit alle Leibesübungen. Der Verein bezog eine neu gebaute Turnhalle bei der Herregårdssletta (Straße in Larvik), vorfolgte aber auch weiter Sportarten wie zum Beispiel Leichtathletik, Schwimmen, Skisport, Eisschnelllauf, Wandern und später auch Fußball.

## Die Geschichte der Fußballabteilung

### DurchIdunwirdTurnzumTurn und Sportverein(1904)
In den 1890er Jahren gründeten Jugendliche in Larvik zahlreiche lokale Fußballvereine. Es begann in 1891 mit Mjølner (deutsch: Mjölnir) und bald folgten weitere Vereine, meistens mit Namen aus der nordischen Mythologie, so wie Ull (Uller), Frøy(Freyr), Viking(Wikinger), Frigg und Idun. Idun trainierte auf einem Gelände im Stadtteil Lovisenlund, das auch vom Turnverein genutzt wurde. Die Turner und die Fußballer haben sich offensichtlich gut verstanden und 1904 wurden die zwei Vereine zusammengelegt. Von nun an nannte der Turnverein sich auch noch Sportverein, auf Norwegisch Larvik Turn og Idrettsforening. Nachdem Idun schon 1903 Mitglied des norwegischen Fußballverbands (Norges Fotballforbund) wurde, kann Larvik Turn sich als einer der ältesten Vereine des 1902 gegründeten Verbands, zählen.

### Turns Fußballer gründen eine eigene Abteilung (1906)
Im Jahr 1902 wurde der erste norwegische Fußballmeister gekürt. Am Anfang hatte das Turnier einen eher privaten Charakter, erst 1905 wurden vom norwegischen Fußballverband Regeln für die Teilnahme festgelegt. Der Modus war im Grunde genommen gleich wie damals auch in Deutschland. Jeder Fußballkreis nominierte einen Vertreter für ein Endspiel um die Meisterschaft, die dann unter den Kreismeistern im Pokalmodus (K.-o.-System) ausgespielt wurde. Diese Entwicklung gab offenbar einen Ansporn zu einer Konsolidierung des Fußballs in Larvik. 1906 traten die Mitglieder der Stadtteilvereine Viking und Frigg der Fußballgruppe des Larvik Turns bei. Allerdings machten sie zur Bedingung, dass eine eigenständige Fußballabteilung mit eigenem Vorstand und eigenem Etat errichtet werden musste. Die Fußballabteilung wurde daraufhin am 10. Oktober 1906 gegründet. Viele Jahre war die Fußballabteilung die einzige organisierte Unterabteilung des Vereins. Obwohl der Verein sich mit vielen anderen Sportarten befasste, wurden erst 1919 weitere Abteilungen gegründet (Skiabteilung und Athletikabteilung).

### Rivalität mit Fram, die Ausbrecher von 1912
Um in die Endrunde der norwegischen Meisterschaft zu gelangen, musste man zuerst Kreismeister werden. Dem Fußballkreis Grenland, wo Larvik Turn zu Hause war, waren außer den Mannschaften von Larvik, auch die Mannschaften der Städte Skien, Porsgrunn und Sandefjord, zugeordnet. Obwohl Larvik Turn eine gute Mannschaft hatte, und sogar Spieler für die Nationalmannschaft stellte, erwies es sich als schwierig, sich ganz oben zu behaupten. Um Kreismeister zu werden, musste unter anderem die damals erfolgreichste Mannschaft Norwegens, Odd Skien, besiegt werden.
Hinzu kam es, dass aus der Konsolidierung der Straßenmannschaften in Larvik, ein zweiter ebenbürtiger Verein namens Fram entstand war. Dieser Verein buhlte, in Konkurrenz mit Turn, um die Talente der Stadt. 1908 startete die lokale Zeitung Østands-Posten eine Diskussion in der eine Zusammenarbeit oder sogar ein Zusammenschluss der zwei Vereine gefordert wurde: <<Nur so kann man die norwegische Meisterschaft nach Larvik holen,>> wurde behauptet. Eine Zusammenarbeit der zwei Vereine zeigte sich damals, in der Folgezeit und bis zum heutigen Tag als nicht realisierbar.
Die Diskussion ist immer noch aktuell und flammt, sowohl in Østlands-Posten, als auch in den sozialen Medien, immer wieder auf.
1912 nahmen fünf ambitionierte Leistungsträger des Turnvereins die Sache in eigene Hände, und wechselten zu Fram über. Die Ansicht der Zeitung bewahrheitet sich. Mit der Verstärkung von Turn gelang es Fram die Kreismeisterschaft zu gewinnen und anschließend das Finale um die norwegische Meisterschaft zu erreichen. Aber die private Kooperation hatte keine Nachhaltigkeit. Nach nur einer Saison kehrten die Ausbrecher zum Turnverein zurück.

### 1914, Turn wird Kreismeister und stellt 7 Nationalspieler
Die Mannschaft von 1914 war einer der besten Mannschaften aller Zeiten. Mit einer Bilanz von 35-1 Toren ging sie ungeschlagen durch die Kreismeisterschaft. Der amtierende norwegische Meister Odd wurde sowohl auswärts, als auch zur Hause, deutlich geschlagen und auch der Lokalrivale Fram hatte das Nachsehen. Als Kreismeister ging Turn hoch favorisiert in die im K.-o.-Modus ausgetragene Endrunde um die norwegische Meisterschaft. Der Traum von Meistertitel war aber schnell zu Ende, Turn schied nach nur einem Spiel aus. Auswärts auf einem katastrophal schlechten Spielfeld und mit einem Schiedsrichter der laut der lokalen Zeitung von den Zuschauern sich stark einschüchtern ließ, ging schon das erste Spiel gegen Drafn aus Drammen mit 1:3 verloren.
In der Zeit von 1910 bis 1914 stellte Larvik Turn 7 Nationalspieler. Darunter war Tormod Kjellsen der bei seinem Einsatz im Spiel Norwegen gegen Schweden am 11. September 1910 sein sechzehntes Lebensjahr noch nicht vollendet hatte. Kjellsen galt über 100 Jahre als der jüngste norwegische Nationalspieler aller Zeiten. Erst im August 2014 wurde er vom jetzigen Rekordhalter Martin Ødegaard abgelöst.

## Erfolge der Fußballabteilung
Liga
- Norwegischer Meister (Hovedserien, 3×):
  - 1952/53, 1954/55, 1955/56

Pokal
- Pokalfinalist, 2. Platz, (1×):
  - 1956

## Fußballspieler
- Gunnar Thoresen (1937–1962)
- Hallvar Thoresen (19??–1976) Jugend,
- Tom Sundby (1979–1980)
- Gunnar Halle (19??–1985)